# Crystal Lake (comté de Polk, Floride)
Pour les articles homonymes, voir Crystal Lake.
Crystal Lake est une census-designated place du comté de Polk, dans l'État de Floride, aux États-Unis,. En 2020, elle compte une population de 5 768 habitants.